# SheevaPlug
El SheevaPlug es un servidor que:
- Puede estar conectado 24 x 7
- Consume poca energía eléctrica

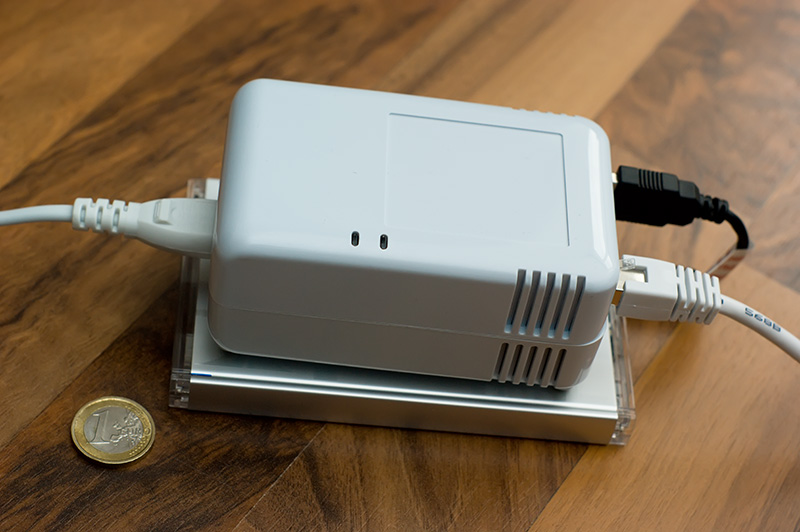
SheevaPlug

- Es pequeño ( un poco más grande que un adaptador de corriente eléctrica )

este tipo de dispositivo es denominado "Plug computer".

## Utilidad
Este dispositivo puede ser usado como:
- Servidor NAS
- Servidor HTTP
- Servidor FTP
- Servidor SSH
- Servidor de descargas P2P (como por ejemplo BitTorrent)

## Características técnicas
- Procesador Marvell Kirkwood 88F6281
  - Arquitectura ARM
  - 1,2 GHz
- Memoria
  - 512 MB de SDRAM
  - 512 MB de Memoria Flash
- Conectividad
  - USB  2.0
  - Lector de tarjetas SD
  - Gigabit Ethernet
  - JTAG mini-USB
- Consumo
  - 2.3W en reposo sin dispositivos conectados
  - 7.0W con el uso del 100% de la CPU
- Dimensiones
  - 110 x 69.5 x 48.5 mm

## Sistema operativo[2]
El SheevaPlug viene de fábrica con Ubuntu 9.04 version para ARM pero se le pueden instalar otras distribuciones GNU/Linux como por ejemplo:
- Debian[4]
- Fedora
- Gentoo
- Slackware[5] Versión oficial de Slackware versión 12.2 para ARM.
- Inferno.[6]

## Críticas
Quizás la crítica más importante se refiere a la fuente de alimentación del SheevaPlug. Un diseño poco práctico de la misma (embutido junto al resto de componentes en esa pequeña caja) junto a la falta de calidad en determinadas partes (sobre todo en condensadores) hace que la gran mayoría de fuentes de alimentación acabe muriendo en un periodo que va de semanas a meses. Afortunadamente,
- Globalscale parece que está distribuyendo un reemplazo para esa fuente de alimentación que aparentemente mejora el diseño.
- Es relativamente simple sustituir la fuente por una fuente de alimentación externa de 5V/3A, lo que además implica mejoras en la disipación y generación de calor por parte de los componentes del SheevaPlug

El resto de las críticas a este dispositivo provienen en su mayoría del mercado doméstico y más que críticas son más bien peticiones a los diseñadores y fabricantes, algunas de ellas son:
- Tiene solo 1 puerto USB, debería tener al menos 2 para usar 1 usb para una impresora y el otro para un disco duro.
- Tiene solo 1 puerto ethernet, debería tener al menos 2 para poder usarlo como Enrutador.
- No tiene conexión RJ11/telefónica, para poder usarlo como Router ADSL.
- No tiene WiFi integrada, imagina lo que podrías hacer.